# Camp Rock
Camp Rock är en amerikansk TV-film som hade premiär den 20 juni 2008 på Disney Channel i USA. Filmen hade närmare 8,9 miljoner tittare på premiärdagen.
 I filmens huvudroller kan man bland annat finna Kevin, Joe & Nick från Jonas Brothers, Demi Lovato, Jasmine Richards, Jordan Francis, Alyson Stoner, Meaghan Jette Martin och Anna Maria Perez de Tagle.
 Filmen hade premiär på Disney Channel i Sverige den 3 oktober 2008.
Mitchie Torres är en helt vanlig, amerikansk tjej. Hennes familj har inte så mycket pengar men det hindrar inte hennes stora passion för musik. Mitchie vill åka till musiklägret Camp Rock men har inte råd. Då hennes mamma, som är kock, får uppgift att jobba i köket på Camp Rock får Mitchie följa med om hon lovar att hjälpa hennes mamma i köket, vilket ska förbli en hemlighet.
Samtidigt anländer stjärnan Shane Gray till lägret. Han är en stöddig typ som inte uppskattar något. Men när han träffar Mitchie får hans attityd en fartfylld vändning.
Mitchie ljuger att hennes familj är rik och att hennes mamma jobbar på ett stort musikföretag för att passa in. Men när sanningen kommer fram äventyrar det vistelsen på lägret och relationen med Shane.
Uppföljaren Camp Rock 2: The Final Jam hade premiär i september 2010.

## Skådespelare
- Demi Lovato - Mitchie Torres
- Joe Jonas - Shane Gray
- Meaghan Jette Martin - Tess Tyler
- Alyson Stoner - Caitlyn Gellar
- Anna Maria Perez de Tagle - Ella
- Jasmine Richards - Margaret "Peggy Warburton" Dupree
- María Canals Barrera - Connie Torres
- Jordan "J-Man" Francis - Barron James
- Roshon Fegan - Sander Loyer
- Aaryn Doyle - Lola Scott
- Daniel Fathers - Brown Cessario
- Nick Jonas - Nate Gray
- Kevin Jonas - Jason Gray

## Svenska röster
- Elina Raeder - Mitchie Torres
- Eric Saade - Shane Gray
- Amanda Renberg - Ella
- Charlotte Strandberg - Connie Torres
- Norea Sjöqvist - Caytlin Gellar
- Emelie Clausen - Lola Scott
- Robin Stjernberg - Nate Gray
- Annika Barklund - Tess
- Ludwig Keijser - Jason Gray